# Tanyptera (Mesodictenidia) angustistylus
Tanyptera (Mesodictenidia) angustistylus is een tweevleugelige uit de familie langpootmuggen (Tipulidae). De soort komt voor in het Palearctisch gebied.